# Khu kinh tế cửa khẩu Đồng Tháp
Khu kinh tế cửa khẩu Đồng Tháp là một trong 9 khu kinh tế cửa khẩu quan trọng nhất của Việt Nam.
Hiện nay, khu kinh tế cửa khẩu Đồng Tháp bao trùm một phần thành phố Hồng Ngự và 2 huyện: Hồng Ngự, Tân Hồng với tổng diện tích 319,36 km². Khu kinh tế cửa khẩu này có 48,7 km đường biên giới Việt Nam - Campuchia, với 2 cửa khẩu quốc tế là Thường Phước (huyện Hồng Ngự) và Dinh Bà (huyện Tân Hồng) cùng 5 cửa khẩu phụ. Địa phương Campuchia giáp với khu kinh tế này là tỉnh Prey Veng. Khu kinh tế cửa khẩu thuộc tỉnh Đồng Tháp này còn tiếp giáp với các tỉnh An Giang, Long An. Sông Tiền chảy qua phía Đông của khu kinh tế cửa khẩu.
Đầu tư vào khu kinh tế cửa khẩu Đồng Tháp được hưởng các ưu đãi quy định tại Nghị định số 29/2008/NĐ-CP ngày 14/3/2008. Bản thân việc phát triển khu kinh tế cửa khẩu này cũng được chính phủ Việt Nam quan tâm hơn các khu kinh tế cửa khẩu nói chung, thể hiện tại Quyết định 33/2009/QĐ-TTg.